# تاكايوشي أونو
تاكايوشي أُونو (باليابانية: 小野 隆儀) (30 أبريل 1978 في فوكوشيما في اليابان – )؛ هو لاعب كرة قدم ياباني سابق كان يلعب كمهاجم.

## روابط خارجية
- تاكايوشي أونو على موقع رابطة كرة القدم اليابانية للمحترفين (اليابانية)